# Vrba hrotolistá

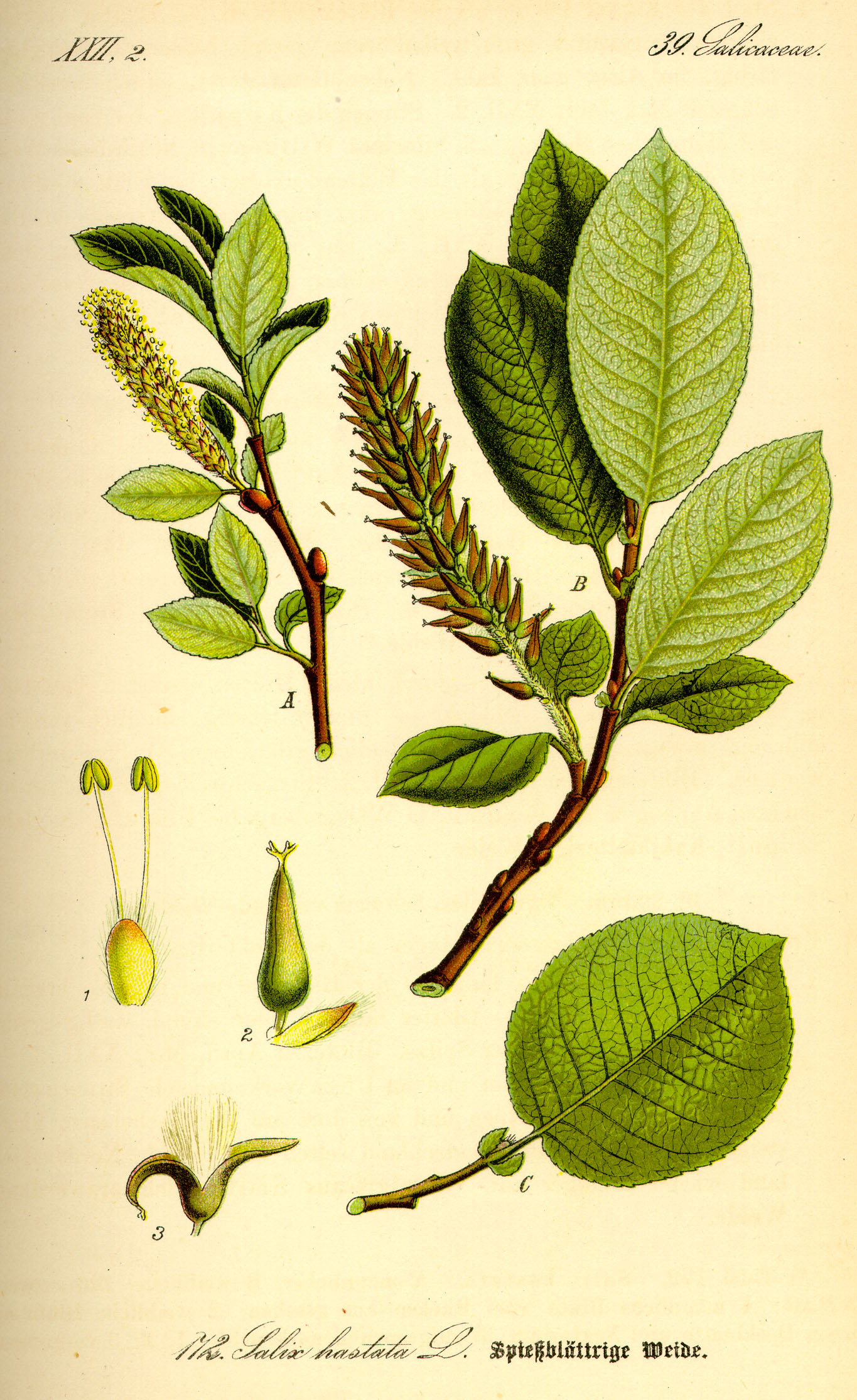
Vrba hrotolistá

Vrba hrotolistá (Salix hastata) je keřovitý druh z rodu vrba, kde je zařazen do podrodu Vetrix.

## Výskyt
Je to vrba, která má těžiště svého výskytu v severní Eurasii a na severu amerického kontinentu. V boreálním pásu se vyskytuje téměř souvisle, v mírném pásu jen v horských oblastech, kde jednotlivé populace vyrůstají izolovaně.
V Asii vyrůstá od severních oblasti Sibiře po Předkavkazsko, zasahuje do Kazachstánu, Mongolska, severní Číny včetně Dálného východu. V Severní Americe roste na Aljašce, na západě a hlavně na severozápadě Kanady a v hornatých oblastech severozápadu Spojených států. V Evropě má téměř souvislý areál výskytu ve Skandinávii a na severozápadě Ruska. Ostrůvkovitě vyrůstá téměř v celém zbytku Evropy, kde již má pouze reliktní charakter. Roste většinou v tundrách a v zátopových oblastech poblíž vodních toků a nádrží.
V České republice se nachází pouze na dvou místech v CHKO Jeseníky: v NPR Praděd a ve NPR Šerák-Keprník. Roste tam nejčastěji na světlých místech podél potoků, okolo pramenišť a v horských až subalpínských vlhkých loukách, vlhkých sutích, většinou na zásaditých podkladech.

## Popis
Tato dvoudomá dřevina vytváří vzhledné keře vysoké 0,5 až 2 m, které mají kmínky do průměru 3 cm s vystoupavými větvemi. Lysé letorosty jsou někdy lesklé, žluté barvy, listové pupeny na nich vyrůstající jsou 4 až 7 mm dlouhé. Listy s řapíky dlouhými do 3 mm mají dobře vyvinuté pravidelně zubaté palisty. Eliptická listová čepel, na bázi zaokrouhlená až srdčitá, bývá dlouhá od 3,5 do 4,5 cm a široká 1,5 až 2 cm, po okrajích je jemně pilovitá. Na líci má barvu zelenou, na rubu je poněkud světlejší, zcela lysá a má vyniklou jemnou síťnatou žilnatinu. Listy počínají žloutnout již koncem srpna. Kůra obsahuje až 11 % taninu, listy slouží v severských oblastech jako potrava sobům.
Květenství jednopohlavných květů, jehněd, je válcovité a má krátkou stopku na které vyrůstá několik malých listů. Samčí květy v jehnědách dlouhých až 5 cm obsahují dvě volné tyčinky, dlouhé až 7 mm, které mají lysé nitky se zlatožlutými, později hnědými prašníky. Samičí květy v jehnědách, o délce až 6 cm, mají lysý stopkatý semeník s 12 až 22 vajíčky, zřetelnou čnělku a ven zakřivenou dvoulaločnou bliznu. V květech je po jedné ztlustlé nektarové žlázce. Květní listeny s dlouhými, kadeřavými chlupy jsou barvy narůžovělé až světle hnědé. Kvete těsně před rašením listů v červnu až červenci. Opylovány jsou létajícím hmyzem. Plody jsou zelené nebo hnědé lysé tobolky, dlouhé téměř 7 mm, s mnoha semeny s krátkou dobou klíčivostí. Chromozómové číslo: 2n = 38.

## Taxonomie
Na rozdělení druhu na poddruhy jsou rozličné názory. Např. podle se druh dělí na tři poddruhy:
- (Salix hastata L. subsp. hastata) – vrba hrotolistá pravá
- (Salix hastata L. subsp. vegeta Andersson) – vrba hrotolistá svěží
- (Salix hastata L. subsp. subintegrifolia (Flod.) Flod.)

Podle tohoto rozčlenění se nominální poddruh hastata vyskytuje téměř v celém areálu výskytu tohoto druhu, nejblíže k ČR ve slovenských Karpatech. Poddruh vegeta vyrůstá jen v jižní Skandinávii a v izolovaných populacích v horách Střední Evropy, tj. i v Československu. Třetí poddruh subintegrifolia má domov ve Skandinávii.
Na druhé straně, stejně jako Botanický ústav AV ČR žádné poddruhy neuznávají, snad jen variety.

## Hybridizace
Vrba hrotolistá, obdobně jako mnoho dalších druhů vrb, je náchylná ke křížení s jinými druhy. V podmínkách, v jakých roste v České republice, se kříží s vrbou slezskou, s kterou vytváří hybrid Salix × chlorophana schopný se dále rozmnožovat.

## Ohrožení
Na českém území roste výhradně v Hrubém Jeseníku na čtyřech místech: Velká kotlina, Malá kotlina, pod Petrovými kameny a Šerák-Keprník. Lokalita pod Velkou kotlinou je poměrně početná, kdežto pod Petrovými kameny je pouze pár jedinců.
V "Černém a červeném seznamu cévnatých rostlin České republiky" z roku 2000 byla zařazena do kategorie C2, tj. mezi silně ohrožené druhy.